# Горгород
«Горгород» — другий студійний альбом російського реп-виконавця Oxxxymiron'а, що вийшов в 2015 році. Альбом носить концептуальний характер. На думку порталу The Flow, один з найважливіших реп-альбомів 2010-их у російському хіп-хопі.

## Професійні рецензії
RS Russia 3/5
InterMedia 5/5
The Flow 10/10

## Історія створення
Після дебютного альбому «Вічний жид», який отримав високі оцінки критиків, Мирон почав розробляти концепцію наступного. 8 серпня 2014 року репер виклав відеозвернення з назвою «Oxxxymiron про дату виходу другого альбому» на своєму каналі на YouTube, де пояснив причини чергового перенесення релізу, який був намічений на серпень 2014 року: "Альбом неідеальний в моєму сприйнятті, тому я переношу реліз на невизначену дату ".
В кінці квітня 2015 року стало відомо, що презентації альбому пройдуть 13 і 14 листопада того ж року в Санкт-Петербурзі і Москві відповідно. Як стверджує сам Мирон, альбом був записаний за 3 тижні до першої з них, що вийшло завдяки «неймовірному» викиду адреналіну в страху в черговий раз потерпіти фіаско, як це сталося, коли він призначив датою виходу серпень 2014 го і не встиг закінчити альбом в термін.

## Реакція і критика
13 листопада 2015 року в офіційній групі Oxxxymiron'а на сайті ВКонтакте був викладений альбом для вільного скачування. Сайт The-Flow.ru, виклавши посилання на скачування, перестав завантажуватися, не витримавши напливу користувачів. На наступний день альбом став доступний для покупки в iTunes. Після виходу альбому численні шанувальники Oxxxymiron'а заповнили Рунет декодуванням сюжету.
Вже 15 листопада 2015 року «Горгород» став лідером російського iTunes серед всіх інших альбомів. Реліз супроводжувався рекомендацією слухати треки в суворій послідовності і цілком, що обумовлено концептуальністю альбому. З огляду на відсутність будь-якого промо, а також у зв'язку з тим, що спочатку альбом був викладений у вільний доступ, у фанатів народилася теорія, що даний реліз є першою частиною цього альбому. Через два роки, в 2017-м, альбом продовжував триматися в чартах Apple Music і iTunes серед найпопулярніших альбомів у росіян, і за підсумками року взяв восьму позицію.
Відомий музикант і хіп-хоп-виконавець Noize MC прокоментував наступним чином: "Дуже сильне враження на мене справив альбом Оксімірона, напевно, це найголовніша запис цього року для мене. Горгород — це дуже потужне висловлювання. Я вражений тим, що вибудувана, пов'язана історія з 11 треків, це своєрідний реп-роман такої. Це не піддається з першого прослуховування, це потрібно переслуховувати, розбирати, повертатися до цього знову. Це круто! Я взагалі радий, що настільки складна музика, ну скоріше складний навіть текст стає популярним, обговорюваних, що на це звертають увагу.
Це здорово. Я думаю — це рухає весь жанр вперед. « У своєму інтерв'ю Юрію Дудю він сказав, що другий альбом Оксімірона -» головний на даний момент в російській репі ". У 2018 році Noize MC випустив реп-оперу «Орфей і Еврідіка», заявивши, що його надихнув «Горгород».
У гучному баттлі з Оксіміроном репер Гнійний присвятив свій перший раунд критиці «Горгорода». Зокрема, Гнійний глузливо назвав альбом «аудіокнигою», «дешевої літературою в м'якій обкладинці», а мотив сюжету «попсовим», з купою кліше.
Поет і головний редактор журналу сучасної поезії «Воздух» Дмитро Кузьмін відповів на питання про те як літературні критики оцінюють альбом Оксімірона тим, що «літературні критики ніяк це все не оцінюють, зважаючи на відсутність у даного предмета якої б то не було літературної цінності». За його словами «це прямолінійно-схематичне нагромадження примітивних асоціацій не викликає у фахівців ніякого інтересу».
За словами російського письменника, поета і критика Дмитра Бикова: «Горгород» — це абсолютно новий реп-жанр, якщо завгодно, такий роман в треках, річ з наскрізним сюжетом. Літературний критик Галина Юзефович в інтерв'ю телеканалу Дождь назвала «Горгород» «великий і важливою поезією». Позитивно відреагували на альбом кінокритик Антон Долін, телеведучий Михайло Козирєв і поетеса Віра Полозкова, остання назвала його великим.
У 2018 році альбом (точніше, його текст, охарактеризований як поема) увійшов до лонг-листа літературної премії імені Олександра Пятигорского. У тому ж році був випущений на вінілі ремастеринг альбому обмеженим тиражем у 300 екземплярів.

## Обкладинка і назва

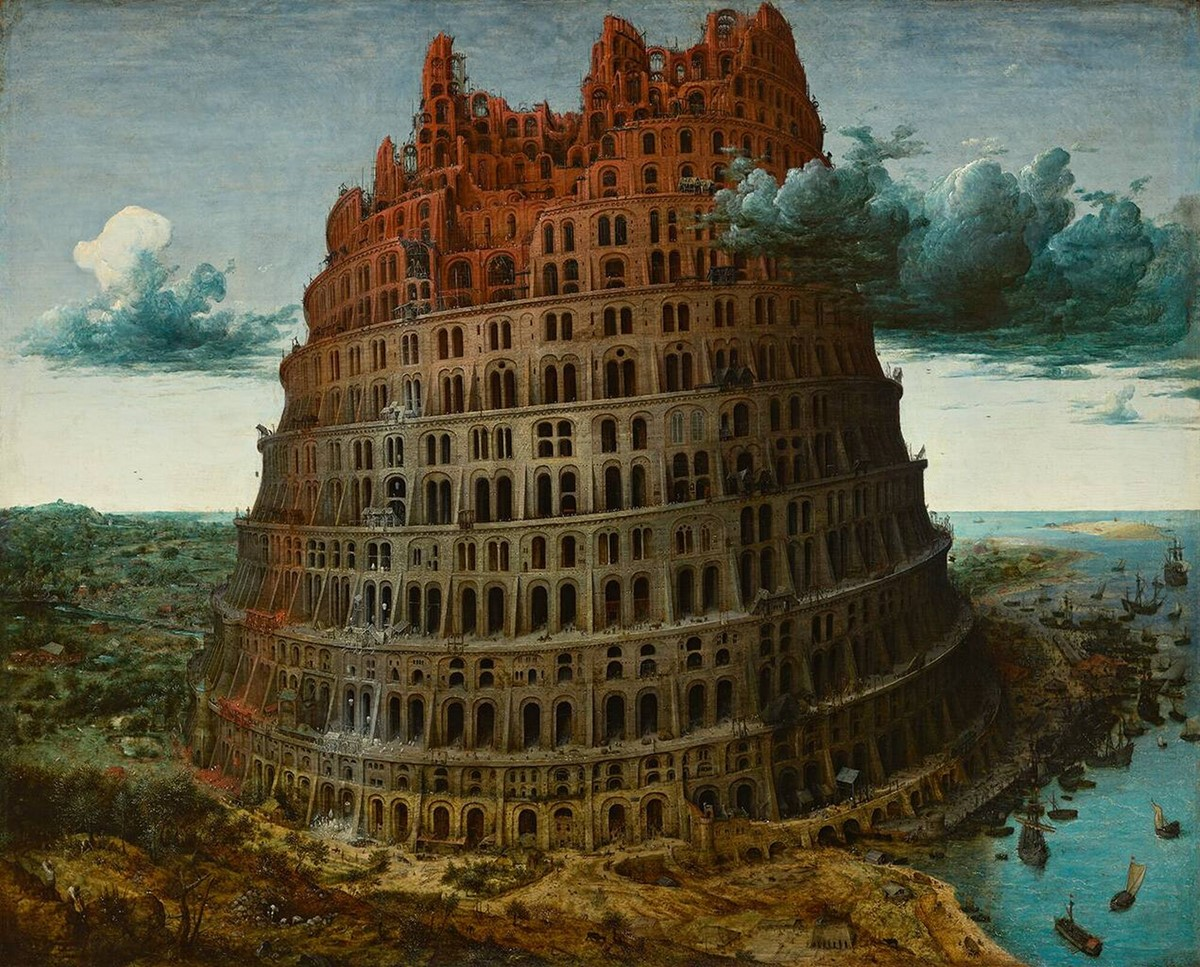
«Вавилонська вежа» (Роттердам), близько +1563

На обкладинці альбому використаний другий варіант відомої картини нідерландського художника Пітера Брейгеля «Вавилонська вежа». На картині зображена Вавилонська вежа, описана в Книзі Буття. Люди задумали вежу-місто висотою до небес, але Бог приборкав їх гординю, змішавши їхні мови і розселивши по всьому світу, вежа так і не була добудована. Так звана «Мала Вавилонська вежа», яка менше «великий» і виконана в більш темною колірною гамою, ця версія і потрапила на обкладинку альбому. Напис «Горгород» на обкладинці виконана у вигляді поштового штемпеля, його перекриває додатковий штемпель.
Назва альбому, «Горгород», співзвучно з толкінівського покритим вулканічним попелом плато Горгоротом в Мордор з роману «Володар кілець». Раніше Oxxxymiron вже звертався до легендаріуме Середзем'я: в альбомі «Вічний жид» є пісня «Східний Мордор». Також в піснях альбому кілька разів згадується наркотик гір, що отримується з відходів видобутку руди, звідси з'являється інша трактування назви.

## Зміст
Альбом розповідає історію письменника на ім'я Марк. Деяку інформацію слухач дізнається з вставлених в початок і / або кінець треків записів з автовідповідача Марка, на всіх таких уривках чути голос Кіри — літературного агента Марка.
1. «Не з початку» — відкриває розповідь альбому і показує сцену в ліжку Марка з якоїсь Алісою, де письменник пропонує розповісти свою історію, яка почалася з дзвінка Кіри «в понеділок». У дзвінку літературний агент запитує про прогрес в роботі, так як через місяць підходить крайній термін здачі рукопису, крім того, до неї додзвонився «повернений фанат» з докорами і попереджає Марка, що він може додзвонитися і до нього.
2. «Ким ти став» — звернення того «повернутого фаната» до головного героя, де він висловлює свої претензії письменнику, який був йому «старшим братом, хоч і мені не рідня». В кінці Марку знову дзвонить Кіра, співчуваючи, що йому додзвонився фанат, а також запрошує його на вечірку до Фон Глена, присвячену переобрання «улюбленого мера».
3. «Всього лише письменник» — опис дій героя на вечірці і його поглядів на життя і оточуючих людей. Марк прямо відмовляється від інших не письменницьких проблем: «Я за добро, але я пишу книги, а в іншому так гори воно все вогнем синім». Також згадується, що його «вже не бере гір» (місцевий наркотик) і що Марк побачив «її».
4. «Дівчинка П*здец» — історія про те, як Марк зустрів Алісу і закохався в неї. Він зізнається, що чекав цієї любові з дитинства, що він втомився шукати її і в підсумку знайшов. Однак він вважає, що вона заподіює йому величезної шкоди, але і відмовитися від неї не може. Він розуміє, що одного разу вона від нього піде. Цікаво, що в 2009 році у Мирона вийшов трек з однойменною назвою, він був присвячений на сьогодні вже колишній дружині артиста.
5. «Переплетені» — Кіра попереджає Марка про небезпеку спілкування з Алісою і каже про якийсь Гуру з його теорією «переплетено». Марк зустрічається з Гуру, який є головною опозицією меру, Гуру розповідає свою теорію, що все в світі пов'язано і все впливає один на одного: вищі верстви населення і нижчі, хижаки і їхні жертви, люди, що живуть на горі, після смерті будуть поховані в горе і стануть її вугіллям і т. ін. Знову дзвонить агент і просить посидіти з її дитиною, запевняючи, що той швидко засне, а він зможе попрацювати над книгою «Полігон». Існують альтернативні трактування пісні: нібито Марк звинувачує Гуру у володінні наркоімперіей з наркотика гора, що видобувається з руди місцевої гори.
6. «Колискова» — Марк співає маленькому хлопчикові, паралельно розмірковуючи про проблеми міста і системи. В цей же час він закінчує роботу над «Полігоном», в якому відбилася політична позиція Марка.
7. «Полігон» — твір Марка, по суті антиутопія. Його робота виявляється вкрай політизованою і революційної, письменник викриває владу, сатирично описує суспільство, яке все влаштовує. Агент починає переживати за Марка. На її думку, він дуже сильно політизувалося за кілька останніх днів.
8. «Напередодні» — Текст пісні перегукується з «Не з початку», де вони разом з Алісою. Марк пише щось викриває мера: «ти прочитаєш про все в новинах», мріє словом змінити світ. Пише рукопис «Де нас немає».
9. «Слово мера» — Кіра не може додзвонитися до Марка. Вона повідомляє, що все місто говорить про його змову проти мера. Агент приходить до нього в квартиру, двері відкриті, вона забирає його рукопис («Де нас немає»). В цей час Марка призводять до мера, ставлять перед ешафотом. Текст пісні йде від імені мера. Той вважає, що свої думки письменнику вселив Гуру, колишній чиновник, який опинився в опозиції після усунення його мером. Мабуть, з тих пір Гуру і знайомий з Алісою. Мер обіцяє пощадити письменника за умови, що Марк не зустрічатиметься з Алісою, яка виявляється дочкою мера.
10. «Вежа зі слонової кістки» — Марка відпустили, він йде по місту і дякує долі за те, що залишився живий. Його кинула Аліса, але він не переживає з цього приводу. Марк переосмислює свої погляди, розуміє, що як творець повинен бути тільки спостерігачем, в кіосках бачить свої книги. Його думки перериває постріл. Дзвонить агент, вона рада, що Марка відпустили і збирається прочитати «Де нас немає», написане в «Напередодні».
11. «Де нас немає» — заключний трек альбому. «Зрозумілий лінійний наратив про людину, повністю складений з розрізненої прямої мови, яку він чує протягом життя» — пояснює сам Мирон.

## Список композицій
Альбом містить 11 треків :
| #   | Назва                     | Автор слів    | Продюсер              | Тривалість |
| --- | ------------------------- | ------------- | --------------------- | ---------- |
| 1.  | «Не з початку»            | Мирон Федоров | Porchy                | 2:05       |
| 2.  | «Ким ти став»             | Мирон Федоров | Porchy                | 3:56       |
| 3.  | «Всього лише письменник»  | Мирон Федоров | Porchy                | 3:29       |
| 4.  | «Дівчина Піздець»         | Мирон Федоров | Porchy, Рома Англієць | 2:43       |
| 5.  | «Переплетено»             | Мирон Федоров | Porchy                | 4:51       |
| 6.  | «Колискова»               | Мирон Федоров | Porchy                | 3:17       |
| 7.  | «Полігон»                 | Мирон Федоров | Porchy                | 3:40       |
| 8.  | «Напередодні»             | Мирон Федоров | Porchy                | 3:41       |
| 9.  | «Слово мера»              | Мирон Федоров | Porchy                | 4:00       |
| 10. | «Вежа зі слонової кістки» | Мирон Федоров | Porchy                | 3:24       |
| 11. | «Де нас немає»            | Мирон Федоров | Porchy, Scady         | 4:25       |

## Решта учасників запису
- Максим Кравцов — запис, зведення та мастеринг.
- Женя Муродшоєва — голос Кіри на автовідповідачі.

## Цікаві факти
- У 2018 році група шанувальників Oxxxymiron'а зняла короткометражний фільм «Горгород». Фільм переміг у номінації «Кращий експериментальний фільм» на міжнародному фестивалі «Feel The Reel» у Великій Британії і в номінації «Краща операторська робота» на міжнародному молодіжному фестивалі «Телеманія» в Москві.
- Калінінградський історик Ілля Дементьєв написав дві наукові статті: «Оксімірон і Пушкін: досвід інтертекстуальності аналізу альбому» Горгород "", яка вийшла в литовському журналі «Literatūra: Rusistica Vilnensis» Вільнюського університету і "Вавилонська вежа: від символу до мовних прийомів (" Горгород " Оксімірона) «для новосибірського журналу» Критика і семіотика ".